# Zakłady Celulozowo-Papiernicze im. Juliana Marchlewskiego we Włocławku

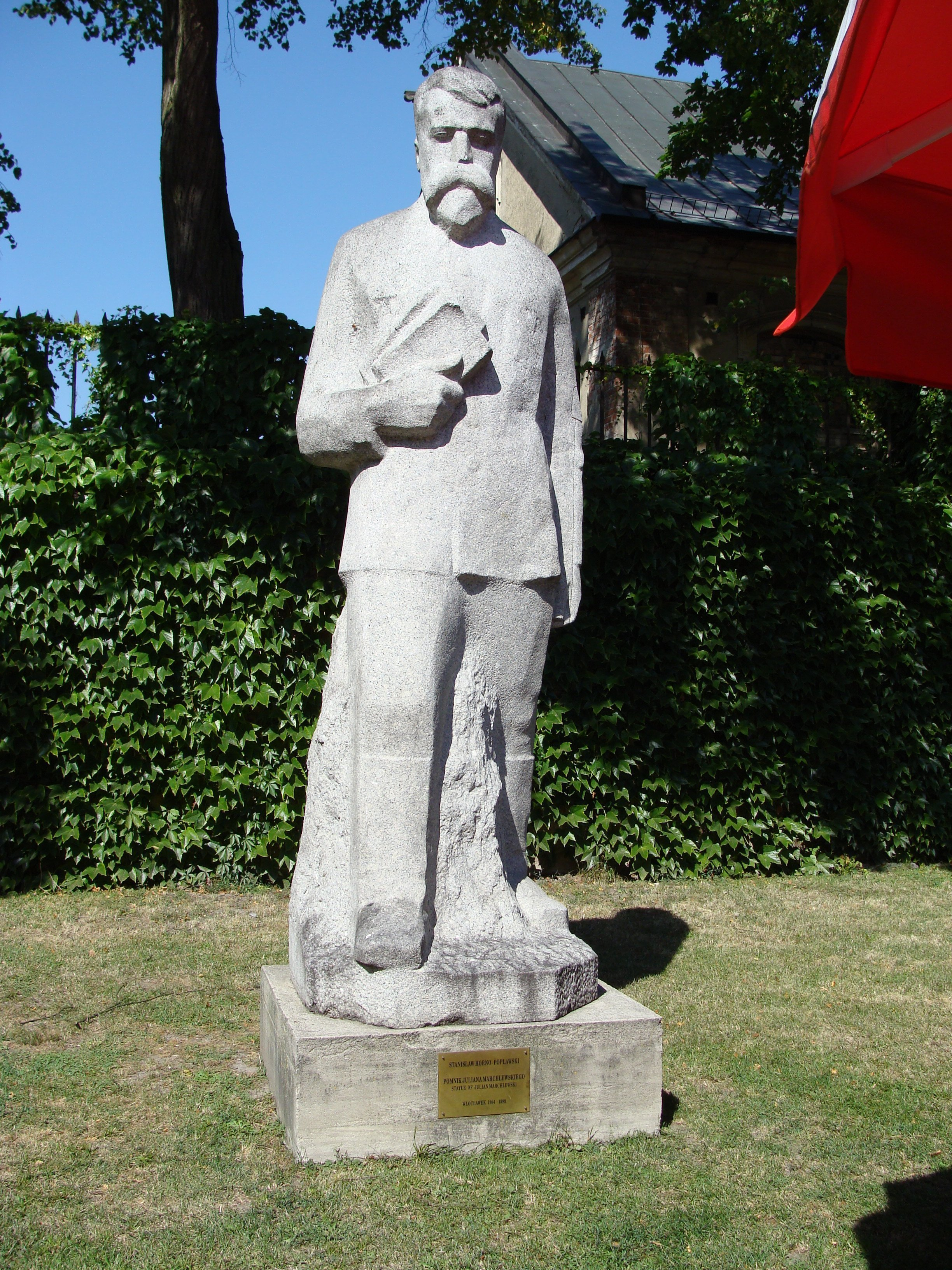
Julian Marchlewski – patron Celulozy

Zakłady Celulozowo-Papiernicze im. Juliana Marchlewskiego (potocznie zwane Ameryką, Celulozą) – zakłady celulozowo-papiernicze we Włocławku działające w latach 1899–1994. 

## Dyrekcja
- Pierwszymi dyrektorami byli niemieccy założyciele fabryki: Izydor Cassirer i Max Cassirer.
- W 1918 zakład przeszedł pod zarząd państwa, a dyrektorem został inż. Stanisławski.
- W 1920 fabrykę wykupił Robert Saenger.
- Przed II wojną światową fabryką zarządzał Feliks Steinhagen.
- W 1942 fabrykę nabył do spółki z Ostabankiem Niemiec Mejer.
- Dyrektorem w 1945 został Czesław Wierny, wybrany przez Komitet Robotniczy Fabryki Celulozy i Papieru.
- Następnym dyrektorem z mocy KC PZPR został Henryk Barabasz - magister i inżynier Łódzkiej Politechniki Papiernictwa.
- Ostatnim prezesem Włocławskiej Celulozy był Tomasz Kaczor.

## Historia
W roku 1899 bracia Cassirerowie kupili działkę przy ulicy Łęgskiej we Włocławku i rozpoczęli budowę fabryki. Zakłady początkowo nosiły nazwę „Fabryka Celulozy – Włocławek”. Była to pierwsza w Królestwie Polskim wytwórnia specjalizująca się w towarowej produkcji celulozy sulfitowej. Kadrę zarządzającą oraz pracowniczą stanowili Niemcy. W roku 1918 zakład przeszedł pod zarząd państwa, a dyrektorem został inż. Stanisławski. Fakt ten był jedną z przyczyn nasilenia się fali strajków. Dwa lata później fabrykę wykupił Robert Saenger. Od tego czasu rozpoczął się okres dynamicznego rozwoju „Celulozy”.
Prezes Saenger zmarł w 1929, zaś część jego akcji wykupili Steinhagenowie. Doprowadziło to do fuzji fabryk: Włocławek – Myszków – Pabianice pod nazwą: Steinhagen i Saenger Fabryki Celulozy i Papieru Spółka Akcyjna przy udziale kapitału zagranicznego w wysokości 25%. Siedziba fabryki znajdowała się w Warszawie. Dyrektorem fabryki został Feliks Steinhagen, a przedstawicielem kapitału zagranicznego Skarżyński. W 1940 roku fabryka znalazła się pod okupacją niemiecką. Produkcja celulozy została przekształcona także w produkcję papieru, drewno składowane na placu drzewnym zostało szybko zużyte, zaś produkcja została spowolniona i kilka razy wstrzymana.
W 1942 fabrykę nabył do spółki z Ostabankiem, przedsiębiorcą pochodzenia niemieckiego – Mejer. Po II wojnie światowej, w 1945 odbyło się zebranie załogi i wybranie Komitetu Robotniczego Fabryki Celulozy i Papieru, którego dyrektorem został Czesław Wierny. W 1952 prezesurę objął Henryk Barabasz, zaś Włocławskim Zakładom nadano imię Juliana Marchlewskiego. Ukazała się też Pamiątka z Celulozy – powieść Igora Newerlego, której akcja rozgrywa się między innymi w przedwojennej Celulozie. W latach 1953–1954 napisano scenariusz na podstawie książki do filmów: Celuloza i Pod gwiazdą frygijską.
Lata 1953–1989 to okres świetności dla Włocławskiej Celulozy. Zakład ciągle rozbudowywano i pod koniec istnienia, pracowało w nim około 3500 osób.
W roku 1989 prezesurę objął Tomasz Kaczor. W latach 1990–1993 zakład przeżywał wielki kryzys. Węgiel, drewno i inne surowce nie były sprowadzane na czas. Urząd zajmujący się ochroną środowiska nałożył na fabrykę kary pieniężne ze względu na zanieczyszczania spowodowane produkcją celulozy. Przedsiębiorstwo zostało przekształcone w Zakłady Papiernicze we Włocławku, a sama celuloza była kupowana między innymi od: ZCP Świecie, ZCP Kwidzyn.
W maju 1994 Zakłady Celulozowo-Papiernicze im. Juliana Marchlewskiego we Włocławku ogłosiły upadłość.
Ceglany komin Celulozy, będący symbolem zakładów, został w 2009 roku obniżony ze względu na obawę o wytrzymałość wysokiej konstrukcji do 1/2 pierwotnej wysokości. 

## Produkty
We Włocławskiej Celulozie produkowano między innymi: celulozę, papier, zeszyty szkolne. Niektóre produkty fabryka wykorzystywała do dalszej obróbki w zakładzie, a inne sprzedawała kontrahentom.

## „Czerwony Sztandar”
Czerwony Sztandar był uznawany za zakładowy symbol ruchów robotniczych. Powiewał na najwyższym kominie fabryki. Ostatecznie podczas ogłoszenia upadłości sztandar został zdjęty. Wysokość komina zakładu została zmniejszona do ok. 63 metrów oraz zamontowano na nim nadajniki sieci komórkowej.

## Budynki, tereny
- WPSD
- Wydział celulozy drzewnej (teren zagospodarowany pod apartamenty mieszkalne)
- Wydział celulozy słomowej (teren zagospodarowany dla potrzeb stacji benzynowej, myjni samochodowej i jednostki Stacji Państwowej Straży Pożarnej Nr 2)
- Chemia
- Gospodarka odpadowa
- Transport (stacja kolejowa została rozebrana)
- Zakładowy dom kultury
- Budynek administracyjny (w części budynek przeznaczony dla Klubu Bravo)
- Warsztaty naprawcze (budynek wykupiony przez Firmę TOP 2000)
- Kotłownia (część budynków wykupiona przez firmę „W. Lewandowski”)
- W trakcie kryzysu, Fabryka sprzedawała swoje budynki i tereny. Jednym z przykładowych przedsiębiorstw jest Firma Rolls[2]. Zakład zajmuje się produkcją papieru higienicznego.

- Po upadku „Włocławskiej Celulozy” w 1994 część obiektów fabrycznych nabyła łódzka firma „W. Lewandowski” Produkcja-Handel-Usługi[3]. Prowadzi w nich do dziś produkcję papieru toaletowego, chusteczek higienicznych i ręczników papierowych.

- Rok po zamknięciu największej w Polsce Fabryki Celulozy i Papiernictwa, kilka budynków wykupiło warszawskie przedsiębiorstwo TOP 2000. Dyrektorem produkcyjnym został były szef Celulozy – Tomasz Kaczor.

## Spór o jeziora
W skład kompleksu „Włocławska Celuloza” wchodziły dwa jeziora (Radyszyn i Łąkie), mieszczące się w strefie ochronnej Gostynińsko-Włocławskiego Parku Krajobrazowego. Jeziora te wcześniej były w posiadaniu rodziny Kaweckich. W czasach Polskiej Rzeczypospolitej Ludowej przedsiębiorstwo uzyskało wszelkie prawa własności w odniesieniu do jezior i terenów okolicznych. Wkrótce zakład rozpoczął budowę dwóch pensjonatów wypoczynkowych nad jednym z jezior.